# 애주름버섯속
애주름버섯속(Mycena)은 너비가 몇 센티미터를 잘 넘지 않는 작은 부생성 버섯 속이다. 약 500여 종을 포함하고 있다. 흰색 포자무늬, 원뿔이나 종 모양 갓, 얇고 무른 자루가 특징이다. 대부분 회색 또는 갈색이나 몇 종은 색이 더 밝다. 대부분이 갓은 줄무늬가 있고 반투명하며, 잘 안으로 굽지는 않는다. 주름은 보통 낭상체가 있다. 적갈색애주름버섯(Mycena haematopus) 등 어떤 종은 자루를 분지르면 유액이 흘러나오고, 많은 것이 표백제 같은 냄새가 난다.
애주름버섯은 종을 식별하기 어렵고 어떤 것은 낭상체의 모양이라던가 그런 현미경으로만 볼 수 있는 특징을 통해야 구별할 수 있다. 일부는 식용이고 또 일부는 독성이 있다고 알려져 있으나, 요리에 쓰기엔 작기 때문에 대부분이 식용여부가 알려져 있지 않다. 파란뿌리애주름버섯(Mycena cyanorrhiza)은 환각제인 실로시빈(psilocybin)을, 맑은애주름버섯(Mycena pura)은 진균독 무스카린을 함유하고 있다.
33개 종이 야광이 나는 생물 발광을 한다고 알려져 있다.